# Edward Łabno
Edward Paweł Łabno (ur. 23 maja 1908 w Nowym Sączu, zm. 26 sierpnia 1995 w Sanoku) – major piechoty Wojska Polskiego i Polskich Sił Zbrojnych, kawaler Orderu Virtuti Militari, radny Rad Narodowych w okresie PRL.

## Życiorys
Edward Paweł Łabno urodził się 23 maja 1908 w Nowym Sączu jako syn Stanisława i Heleny z domu Baruch. W rodzinnym mieście ukończył szkołę powszechną, po czym rozpoczął naukę w tamtejszym gimnazjum. Po przeprowadzeniu się rodziny do Tarnowa, kontynuował edukację w tym mieście, zakończoną maturą w 1928. Następnie od 1928 do 1929 odbył służbę wojskową w Batalionie Szkolnym Podchorążych Piechoty w Różanie, a od 1929 do 1931 odbył kurs unitarny w Szkole Podchorążych Piechoty w Ostrowi Mazowieckiej. Został awansowany do stopnia podporucznika piechoty ze starszeństwem z dniem 15 sierpnia 1931, po czym przydzielony do służby w 2 pułku strzelców podhalańskich w Sanoku na stanowisko dowódcy plutonu. 1 stycznia 1934 otrzymał awans do stopnia porucznika. Od 1937 do 1939 pełnił funkcję dowódcy 3 kompanii ckm w III batalionie pułku stacjonującym w Olchowcach. W latach 30. był uprawniony do protokołowania „Górskiej Odznaki PZN” (1937).
Po wybuchu II wojny światowej w 1939 został zmobilizowany w 4 batalionie ckm macierzystego pułku w Sanoku. Uczestniczył w polskiej wojnie obronnej na stanowisku zastępcy dowódcy 4 samodzielnego batalionu 2 pułku (w oddziale pod dowództwem mjr. Józefa Kiczki) w ramach 6 Dywizji Piechoty i przeszedł szlak bojowy od Krakowa po Lubelszczyznę (służył jednocześnie jako oficer zwiadowczy, służąc m.in. na stacji kolejowej w Brzeźnicy koło Będzina). Po klęsce wojny obronnej i agresji ZSRR na Polskę trafił do niewoli radzieckiej, z której zbiegł, na krótko powrócił do Sanoka, po czym 25 października 1939 opuścił miasto przedostając się na Węgry. Został internowany w obozie Lengyeltóti, z którego uciekł 13 grudnia w kierunku Zagrzebia. Tam jako ochotnik przystąpił do Wojska Polskiego. Trafił do Francji, gdzie w ramach Polskich Sił Zbrojnych został przydzielony do 1 Dywizji Grenadierów. W jej szeregach brał udział w walkach kampanii francuskiej 1940, w stopniu kapitana był dowódcą 2 kompanii I batalionu 2 pułku grenadierów. Podczas walk 18 czerwca 1940 został ranny, po klęsce Francji przedostał się do Lyonu, a na terenach francuskich był do września 1942. Odegrał rolę kuriera w transporcie sztandaru 2 pułku grenadierów (akcja pod kryptonimem „Ewa”, podobnie jak inny pochodzący z Sanoka oficer kpt. Aleksander Florkowski), który pierwotnie w wyniku aresztowań dostał się w ręce żandarmerii francuskiej w Cassis, po czym został zwrócony Polakom, a od września 1942 na pokładzie brytyjskiego okrętu podwodnego dotarł do Gibraltaru, 1 listopada trafił do Plymouth, potem 12 listopada poprzez Londyn i docelowo do Cupar w Szkocji; 13 listopada 1942 Edward Łabno przekazał sztandar byłemu dowódcy 1 Dywizji Grenadierów, gen. Bronisławowi Duchowi.
Na terenie Szkocji służył w 1 Brygadzie Strzelców, od października 1943 był dowódcą kompanii w 9 batalionie strzelców flandryjskich, wchodzącym w skład 3 Brygady Strzelców z 1 Dywizji Pancernej gen. Stanisława Maczka. W czerwcu 1944 brał udział w lądowaniu w Normandii, w sierpniu 1944 brał udział w bitwie pod Falaise oraz w Chambois w ramach Operacji Overlord. Został ranny pod Barie Nassau. Wraz z dywizją gen. Maczka walczył do końca zmagań w Wilhelmshaven. W styczniu 1945 został awansowany do stopnia majora i w tej randze od 15 maja do 7 lipca 1945 był p.o. dowódcy 9 batalionu strzelców flandryjskich.
Po zakończeniu II wojny światowej powrócił do Polski i osiadł w Sanoku. Był prześladowany przez władze komunistyczne, został uznany za agenta i wroga klasowego, był poddany ciężkim śledztwom, represjonowany także za rozgłaszanie informacji o zbrodni katyńskiej. Po aresztowaniu był przetrzymywany w aresztach UB w Szczecinku i Koszalinie oraz więziony. Po odwilży gomułkowskiej 1956 został uniewinniony i zrehabilitowany.
Ponownie zamieszkał w Sanoku, rozpoczął pracę zawodową i działalność społeczną. Był pracownikiem Zarządu Lasów Państwowych. Pod koniec lat 60. był zastępcą dyrektora Ośrodka Transportu Leśnego w Sanoku. Od 1957 był członkiem Komisji Handlu Miejskiej Rady Narodowej w Sanoku (nie pełniąc mandatu radnego), był wybierany radnym Powiatowej Rady Narodowej w Sanoku (1965, 1969). Przeszedł na emeryturę w 1973.
Był działaczem Związku Bojowników o Wolność i Demokrację, wybrany członkiem zarządu oddziału powiatowego ZBoWiD w Sanoku 17 marca 1963, 6 lutego 1966 wybrany członkiem zarządu oddziału (w toku zmian w nomenklaturze z 1964 oddział powiatowy został zastąpiony oddziałem), ponownie 20 października 1968, 23 maja 1971, 21 października 1973 wybrany członkiem zarządu oddziału miejskiego (działającego od 1 stycznia 1973 wskutek przekształcenia oddziału powiatowego na podstawie zmian administracyjnych), potem został też przewodniczącym komisji historycznej. Był też prelegentem z ramienia ZBoWiD. We wrześniu 1973 został delegowany przez zarząd oddziału miejskiego w Sanoku ZBoWiD do Komisji Oficerów Rezerwy przy Zarządzie Miejskim LOK. Po kolejnej restrukturyzacji ZBoWiD z 1975 w dniu 15 listopada 1976 wybrany członkiem zarządu koła miejsko-gminnego w Sanoku i ponownie przewodniczącym komisji historycznej, a z zrezygnował z tej funkcji latem 1979 z uwagi na swój stan zdrowia. Był też członkiem Klubu Oficerów Rezerwy i Związku Kombatantów Rzeczypospolitej Polskiej i Byłych Więźniów Politycznych. W okresie PRL był bezpartyjny.

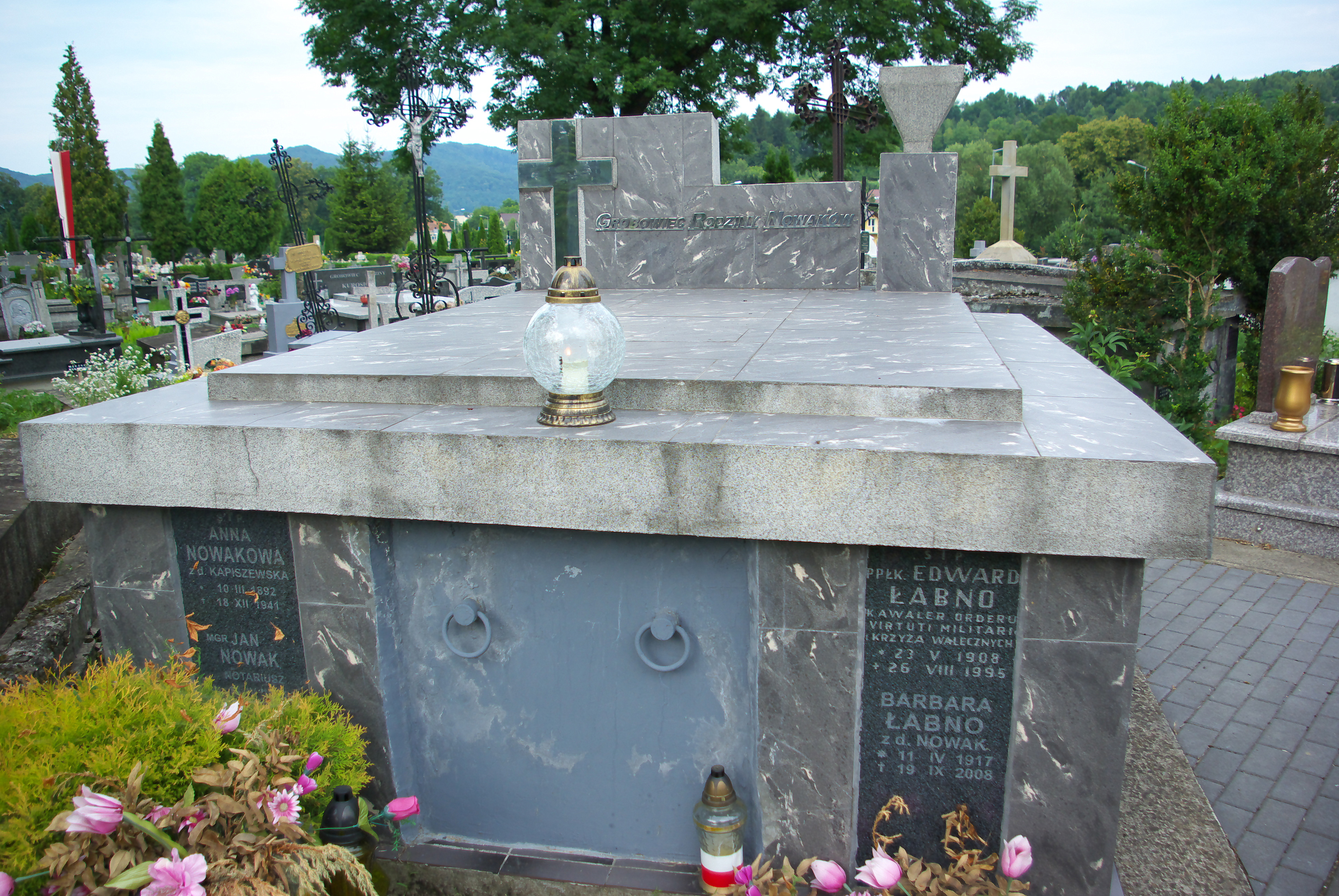
Grobowiec rodziny Nowaków w Sanoku, w którym pochowano Edwarda Łabno

20 czerwca 1939 w Sanoku poślubił Barbarę Annę Nowak (1917-2008, wnuczka właścicieli ziemskich Stanisława Nowaka i Henryka Kapiszewskiego), a świadkiem na ich ślubie był dowódca 2psp, podpułkownik Stefan Szlaszewski. Zmarł 26 sierpnia 1995. Został pochowany w grobowcu rodziny Nowaków na Cmentarzu Centralnym w Sanoku.

## Odznaczenia i wyróżnienia
- Krzyż Srebrny Orderu Virtuti Militari (nr 10408, decyzją Naczelnego Wodza Polskich Sił Zbrojnych)[32][33][34]
- Krzyż Kawalerski Orderu Odrodzenia Polski (1969)[15]
- Krzyż Walecznych – czterokrotnie[35]
- Medal „Za udział w wojnie obronnej 1939” (1982)[28]
- Krzyż Czynu Bojowego Polskich Sił Zbrojnych na Zachodzie[36]
- Medal Zwycięstwa i Wolności 1945 (1987)[37]
- Krzyż Wojenny z palmami (Francja)[38]
- Odznaczenia za walki w Normandii i wyzwolenie Belgii[39]
- Państwowa Odznaka Sportowa[40]
- Odznaka „Zasłużony dla Sanoka” (1981)[41]
- „Jubileuszowy Adres” (1984)[42]